# 歌川芳鳥女
歌川 芳鳥女（うたがわ よしとりじょ、天保10年〈1839年〉 - 没年不明）とは、江戸時代末期の浮世絵師。

## 来歴
歌川国芳の門人でその長女。名は鳥、または登鯉。芳鳥女、国芳女登里、登理女と称し、一燕斎と号す。作画期は嘉永から文久にかけての頃で、作は合巻や読本の挿絵及び若干の錦絵が知られる。錦絵の作は父国芳が描いた「山海愛度図会」のなかの左上部のコマ絵がある。安政2年（1855年）には吉原の万灯に一ツ家の老婆の図を描いた。日本橋新場の魚商茶屋伊之助に嫁いだが、若くして没したという。

## 作品
- 『金毘羅利生伝記』　合巻　※仮名垣魯文作、安政4年（1857年）刊行
- 『春色連理の梅』　人情本　※梅暮里谷峩作、安政5年刊行。四編、五編の挿絵を描く。
- 「甲斐名所すこ六」　双六絵　国立国会図書館所蔵　※国芳、歌川芳丸、歌川芳藤他との合作。「甲斐の駒」に「国芳女十才とり女画」の落款あり
- 「さん海愛度図会 十六　あとが聞たい　泉州飯蛸」　大判錦絵　フェレンツ・ホップ東洋美術館所蔵　※嘉永5年。国芳との合作
- 「山海愛度図会 廿八　たんと釣たい　尾張焼物」　大判錦絵　フェレンツ・ホップ東洋美術館所蔵　※同上
- 「山海愛度図会 卅三　よい日をおがみたい　出雲はち蜜」　大判錦絵　早稲田大学演劇博物館所蔵　※同上
- 「山海目出鯛図会 五十二　あたまがいたい　さつまやき物」　大判錦絵　フェレンツ・ホップ東洋美術館所蔵　※同上
- 「山海めで度図会 五十九　一枝もらいたい　安房かつを」　大判錦絵　フェレンツ・ホップ東洋美術館所蔵　※同上
- 「武者人形組立ノ図」　大判錦絵